# Chuồng lồng

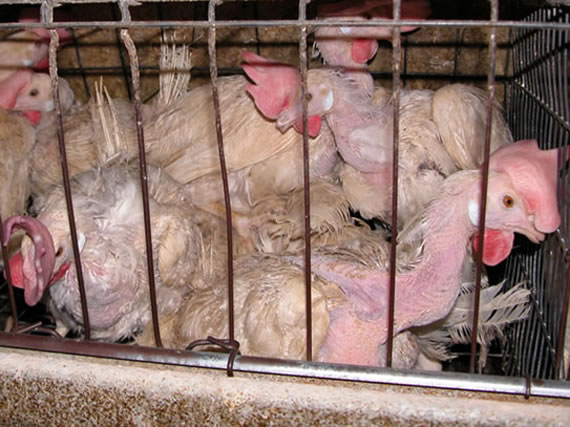
Một hệ thống chuồng lồng nuôi gà công nghiệp lấy trứng, gà bị nhốt trong những cái ô lồng vừa vặn, được cho ăn uống để đẻ trứng tại chỗ, người chăn nuôi thuận tiện khi cho ăn, thu hoặch trứng và làm vệ sinh

Chuồng lồng (Battery cage) là một hệ thống chuồng trại được sử dụng cho các phương thức chăn nuôi khác nhau, nhưng chủ yếu dành cho việc nuôi gà đẻ trứng theo kiểu chăn nuôi công nghiệp, đây là hình thức chuồng trại chủ yếu dành cho gà đẻ trên toàn thế giới. Tên gọi chuồng lồng là hình tượng mô tả một hệ thống chuồng nhưng ngăn cách với nhau bằng từng cái lồng nhốt và trông như một hệ thống lồng nhốt kết nối với nhau, tên tiếng Anh của nó là Battery cage là từ phát sinh từ việc mô tả sự sắp xếp của các hàng và cột của các lồng giống hệt nhau được kết nối với nhau trong một đơn vị. Mặc dù thuật ngữ này thường được áp dụng cho việc chăn nuôi gia cầm (nuôi gà lấy trứng), các hệ thống chuồng lồng tương tự được sử dụng cho các động vật bị nuôi nhốt khác. Chuồng lồng đã tạo ra tranh cãi giữa những người ủng hộ quyền lợi động vật và các nhà sản xuất công nghiệp.

## Chuồng lồng trong thực tế
Chuồng lồng là hình thức chuồng chủ yếu dành cho gà đẻ trên toàn thế giới. Chúng làm giảm sự hung dữ và cắn mổ nhau ở gà mái, nhưng cằn cỗi, hạn chế vận động, ngăn cản nhiều hành vi tự nhiên và tăng tỷ lệ loãng xương. Tính đến năm 2014, khoảng 95% trứng ở Hoa Kỳ được sản xuất trong chuồng lồng. Tại Anh, số liệu thống kê từ Bộ Môi trường, Thực phẩm và Nông thôn (Defra) chỉ ra rằng 50% trứng được sản xuất ở Anh trong suốt năm 2010 là từ lồng (45% từ chăn nuôi thả rông, 5% từ chuồng trại).

### Lệnh cấm của EU đối với gà mái nuôi nhốt trong chuồng lồng
Chỉ thị của Hội đồng Liên minh Châu Âu 1999/74/EC cấm chuồng lồng thông thường ở EU từ tháng 1 năm 2012 vì lý do phúc lợi. Điều này đã dẫn đến sự sụt giảm đáng kể số lượng trứng từ chuồng lồng trong EU. Lệnh cấm chuồng lồng năm 2012 được công bố là báo trước sự kết thúc của việc nuôi nhốt gà mái trên khắp châu Âu, nhưng nó đã tạo ra một quan niệm sai lầm được phổ biến rộng rãi rằng tất cả gà mái đẻ ở Anh hiện nay đều là gà thả rông hoặc gà nhốt trong chuồng. Đó không phải là tình huống; mặc dù chuồng lồng là bất hợp pháp, nhưng nông dân đã lách lệnh cấm bằng cách cung cấp những chiếc lồng lớn hơn một chút để "tăng chế độ". Những con gà mái trong những điều kiện này hiện được gọi là "gà mái thuộc đàn cũ".

### Các ví dụ khác về động vật bị nhốt
Chuồng lồng cũng được sử dụng cho chồn, thỏ, chinchilla và cáo trong chăn nuôi lông thú, và gần đây nhất là cầy hương châu Á để sản xuất cà phê Chồn (kopi luwak).

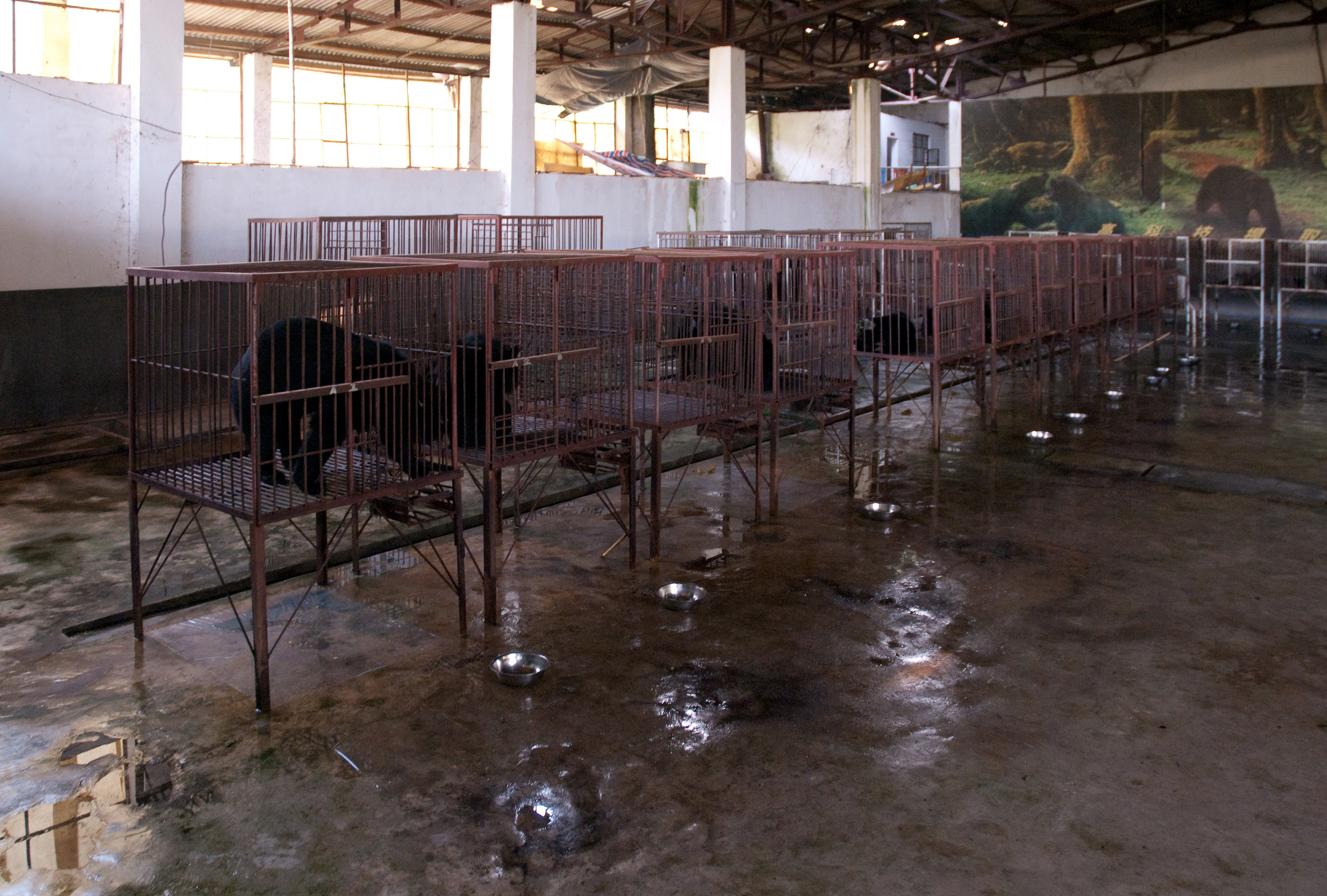
Chuồng lồng gấu chó được nuôi để lấy mật
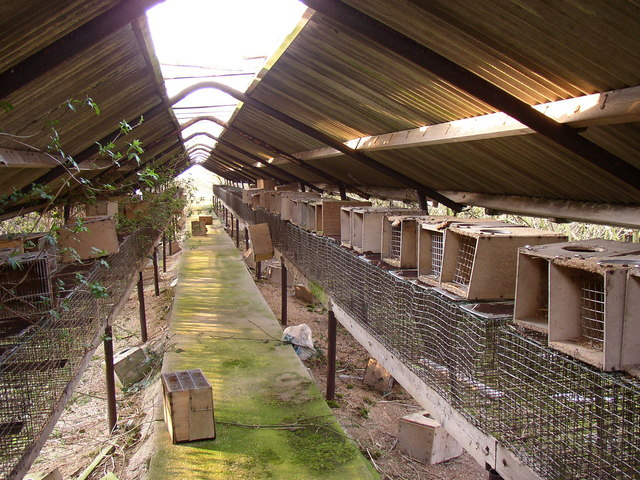
Chuồng lồng nhốt chồn nuôi để lấy lông
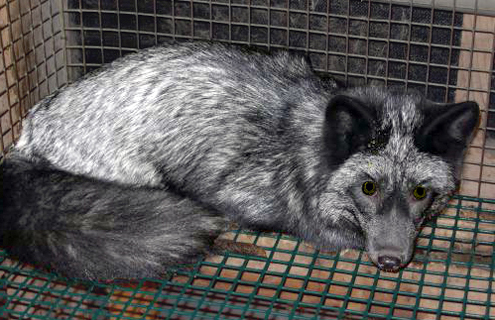
Chuồng lồng nhốt cáo bạc nuôi để lấy lông
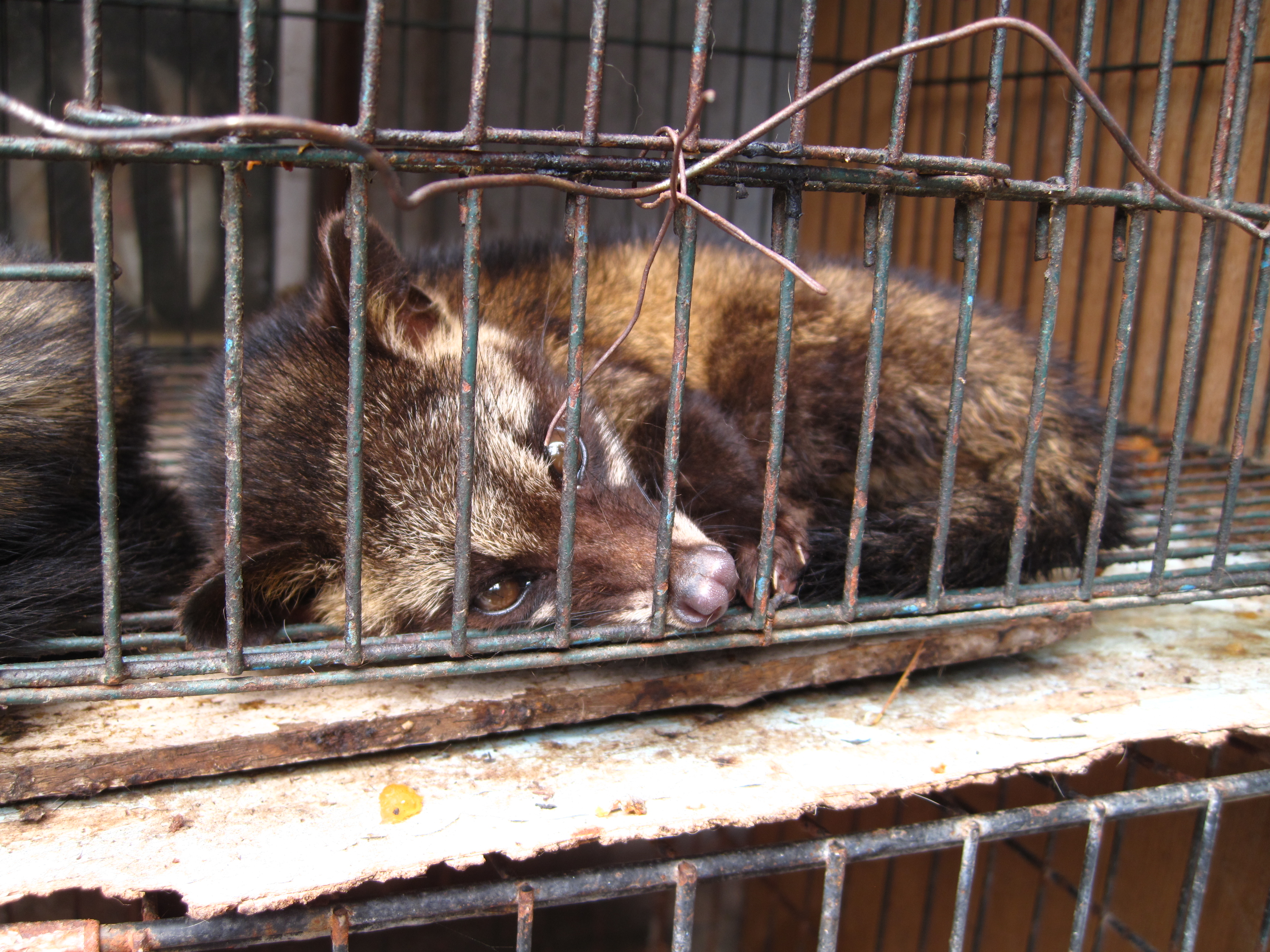
Chuồng lồng nhốt cầy hương nuôi để sản xuất cà phê chồn

## Phúc lợi động vật
Có một số lo ngại về phúc lợi liên quan đến hệ thống chuồng lồng của nhà ở và chăn nuôi. Những điều này được trình bày dưới đây theo trình tự thời gian gần đúng mà chúng sẽ ảnh hưởng đến gà mái.
Việc nuôi gà đẻ trứng quy mô công nghiệp luôn được nuôi nhốt trong những ô lồng nhỏ chật hẹp đến nỗi thậm chí chúng còn không thể sải cánh ra và theo nhiều người là chúng không được đảm bảo đầy đủ quyền lợi động vật và sẽ không thể cho ra những quả trứng đạt tiêu chuẩn chất lượng. Một ô lồng nhỏ thường có từ 3-4 con được nhốt chung với nhau, chúng chỉ có thể ăn, uống và đẻ trứng mà không có không gian để vận động.
Hiện nay, người ta đã nuôi theo kiểu lồng tự do là gà được nhốt trong những chiếc lồng to hơn, đủ không gian để gà có thể thoải mái vận động, di chuyển, đi lại, chúng có nhiều không gian để di chuyển, đi lại, bay nhảy, sải cánh, được thỏa mãn bản năng, thoải mái hơn, dễ chịu hơn nên đã cải thiện vấn đề phúc lợi động vật. Tuy nhiên, một số lượng lớn gà được nhốt chung dễ tạo cho gà cảm giác căng thẳng, rồi vị trí đẻ trứng của gà không còn cố định như cũ (đẻ tại chỗ) mà rải rác khắp nơi dẫn đến việc trứng bị dính phân, gà có thể sẽ mổ ăn luôn trứng nếu chủ trại không thu kịp. Thời gian thu nhặt trứng, thậm chí vệ sinh qua cho trứng sẽ kéo dài hơn bình thường làm cho chi phí quản lý tăng. Kiểm soát dịch bệnh gặp khó khăn khi mà có quá nhiều con vật trong cùng một ô chuồng lớn, khả năng lây lan dịch bệnh là rất cao, chi phí vệ sinh chuồng lớn.

## Hình ảnh

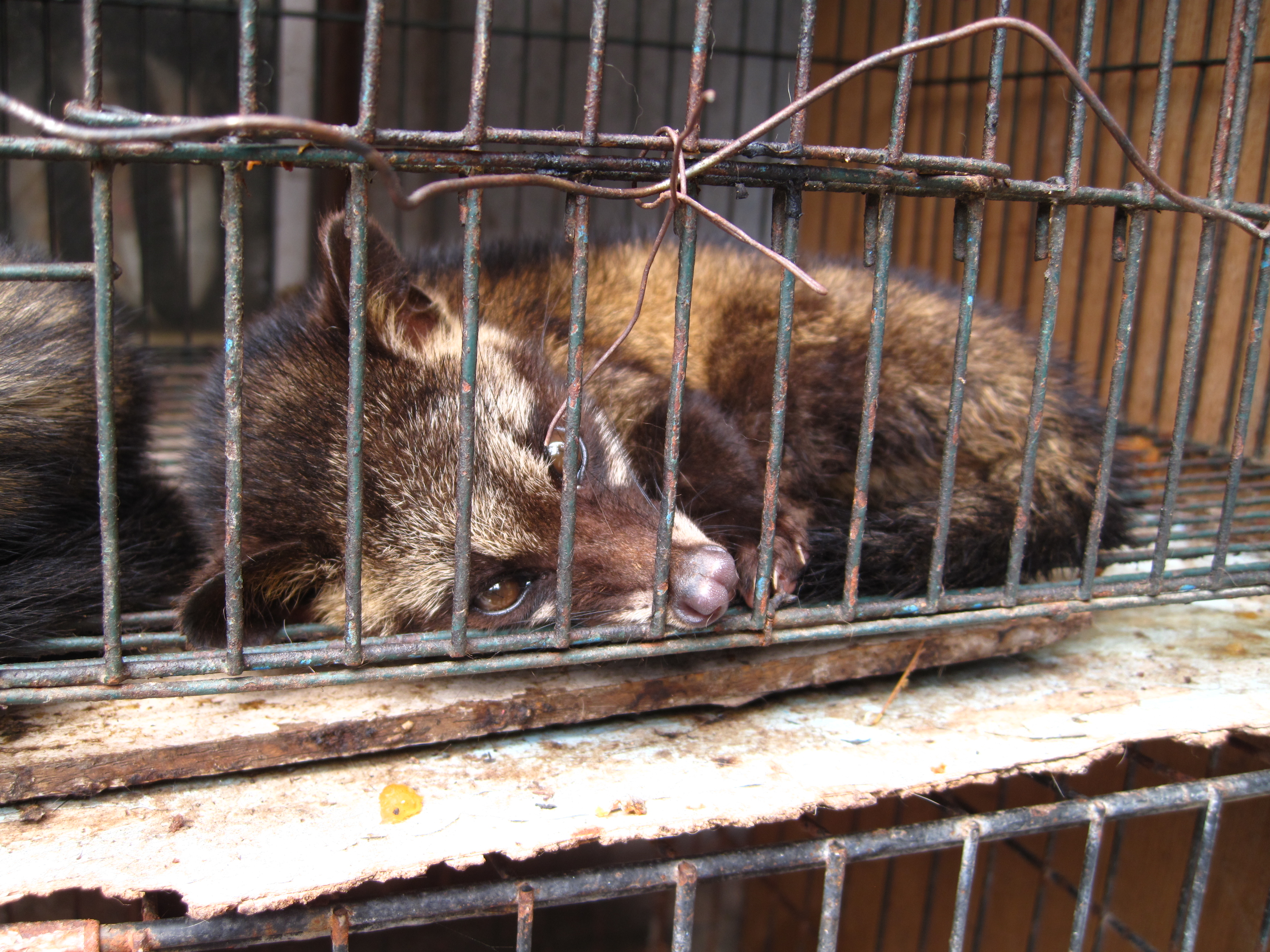
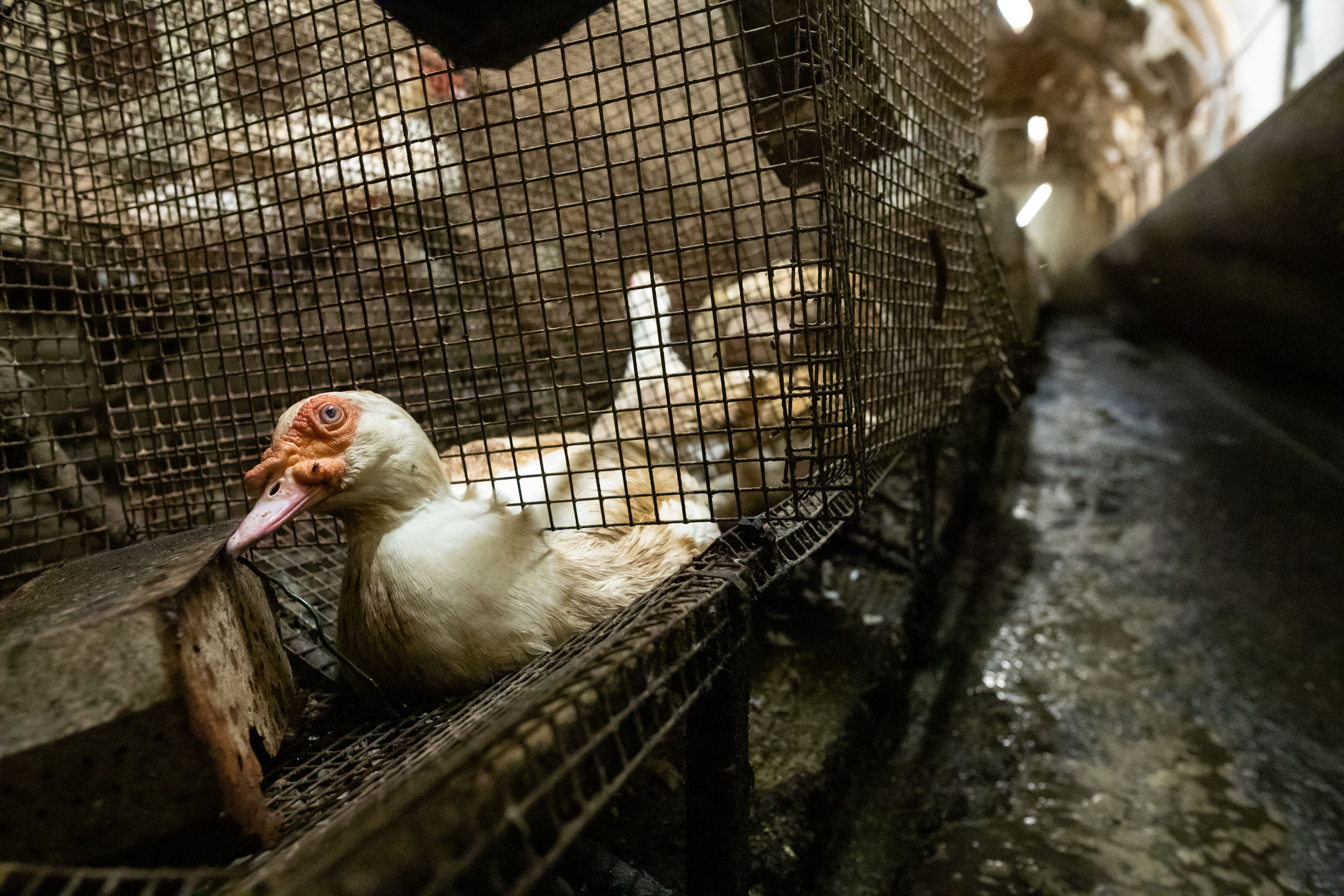
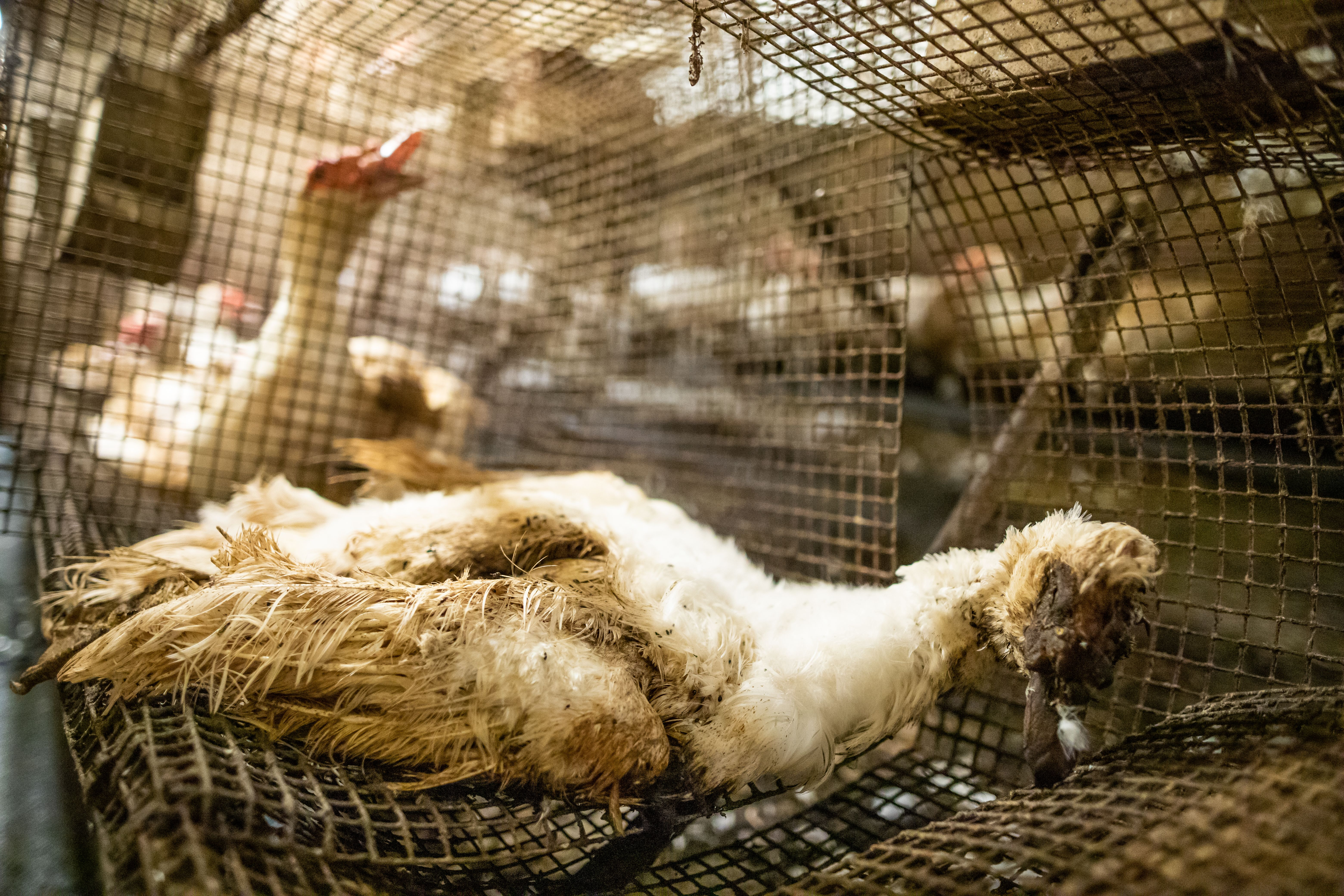
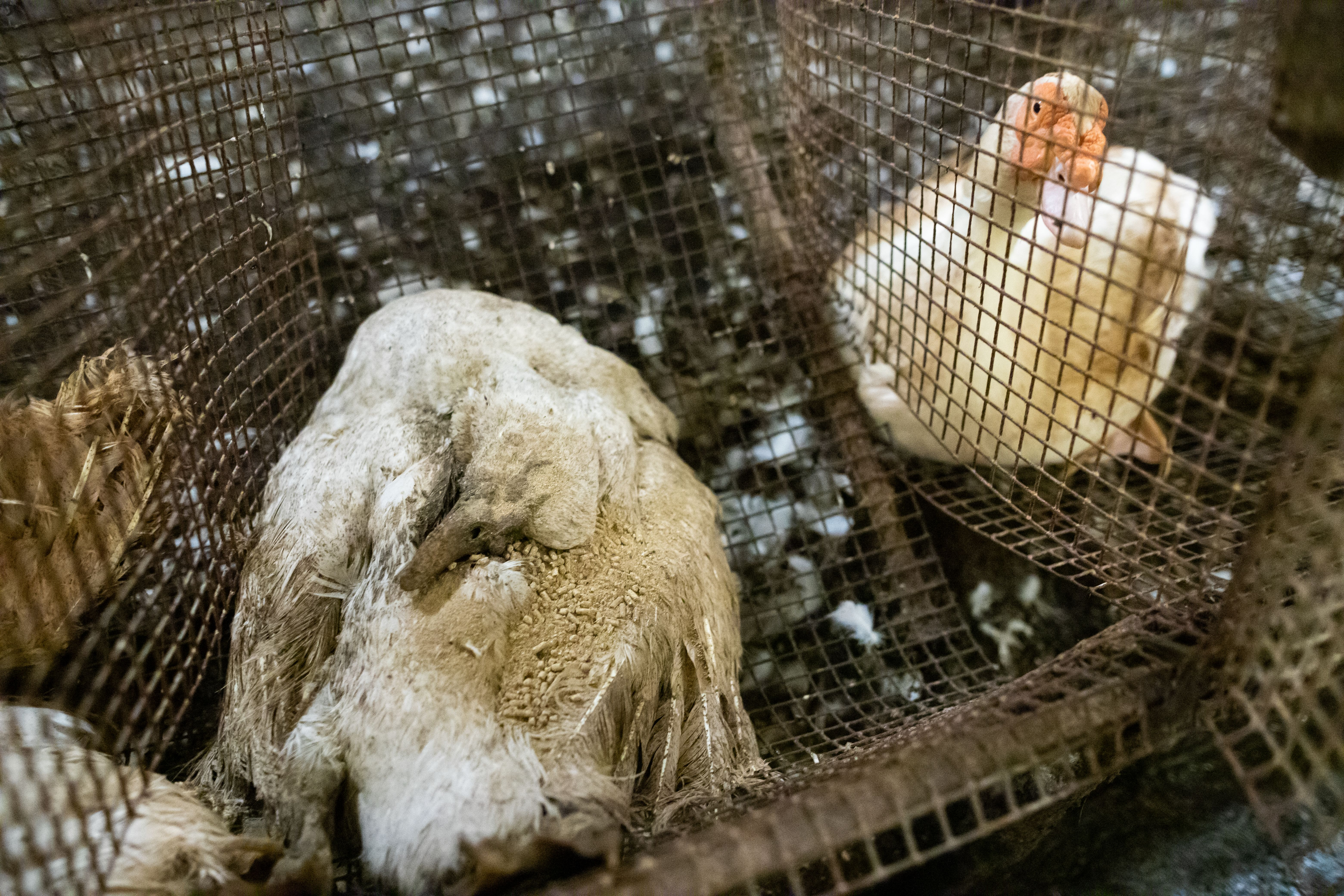
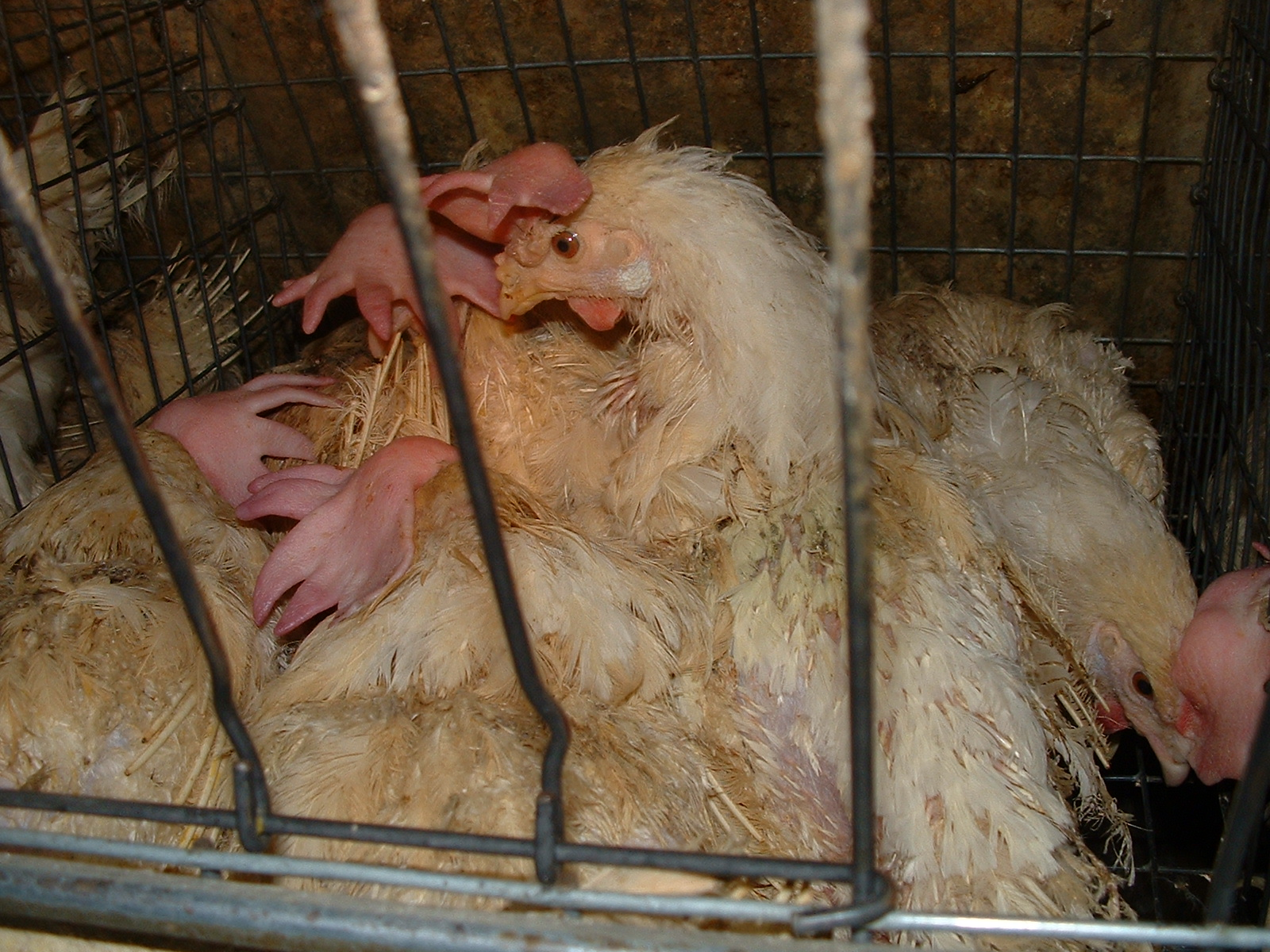
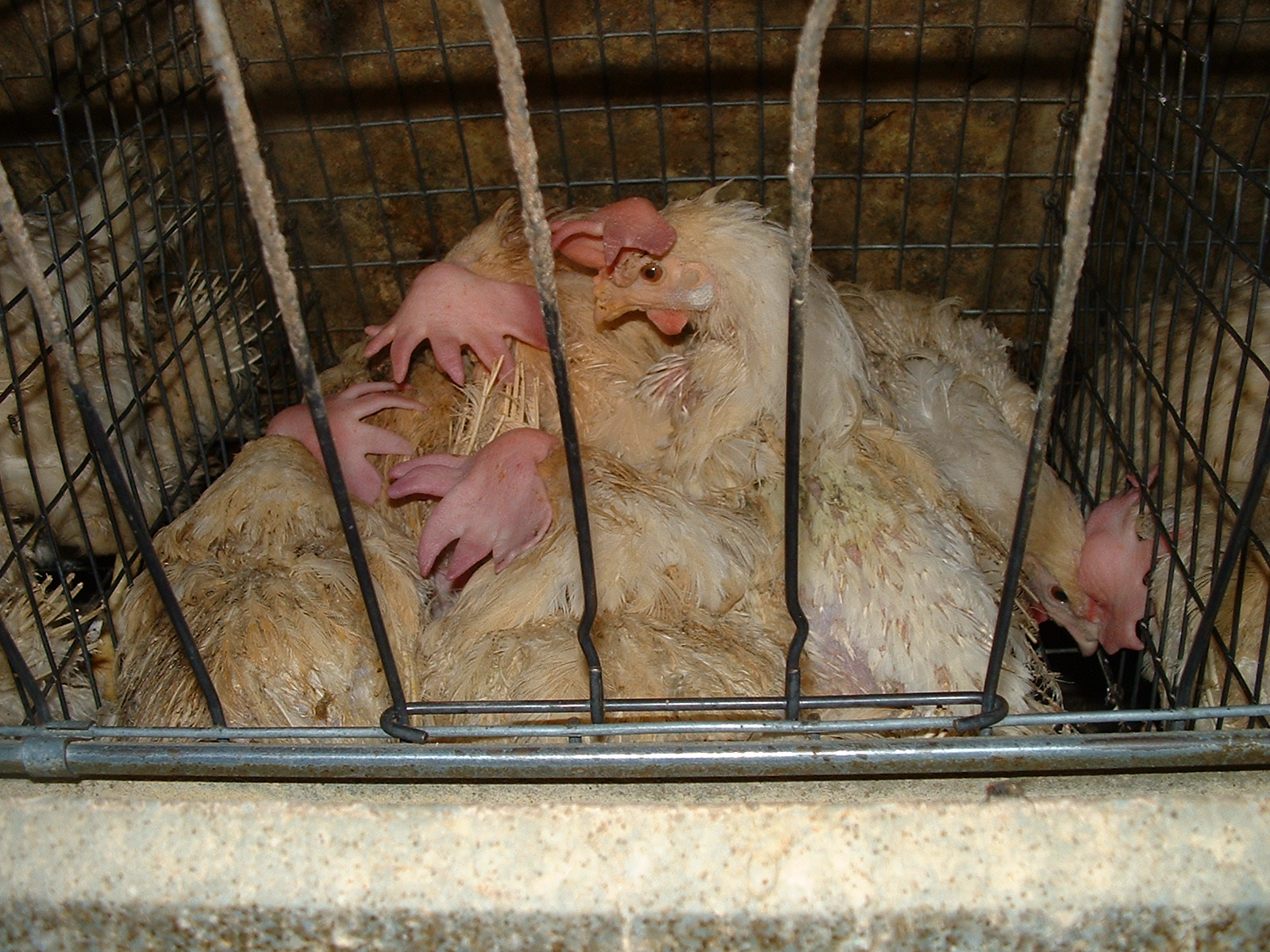
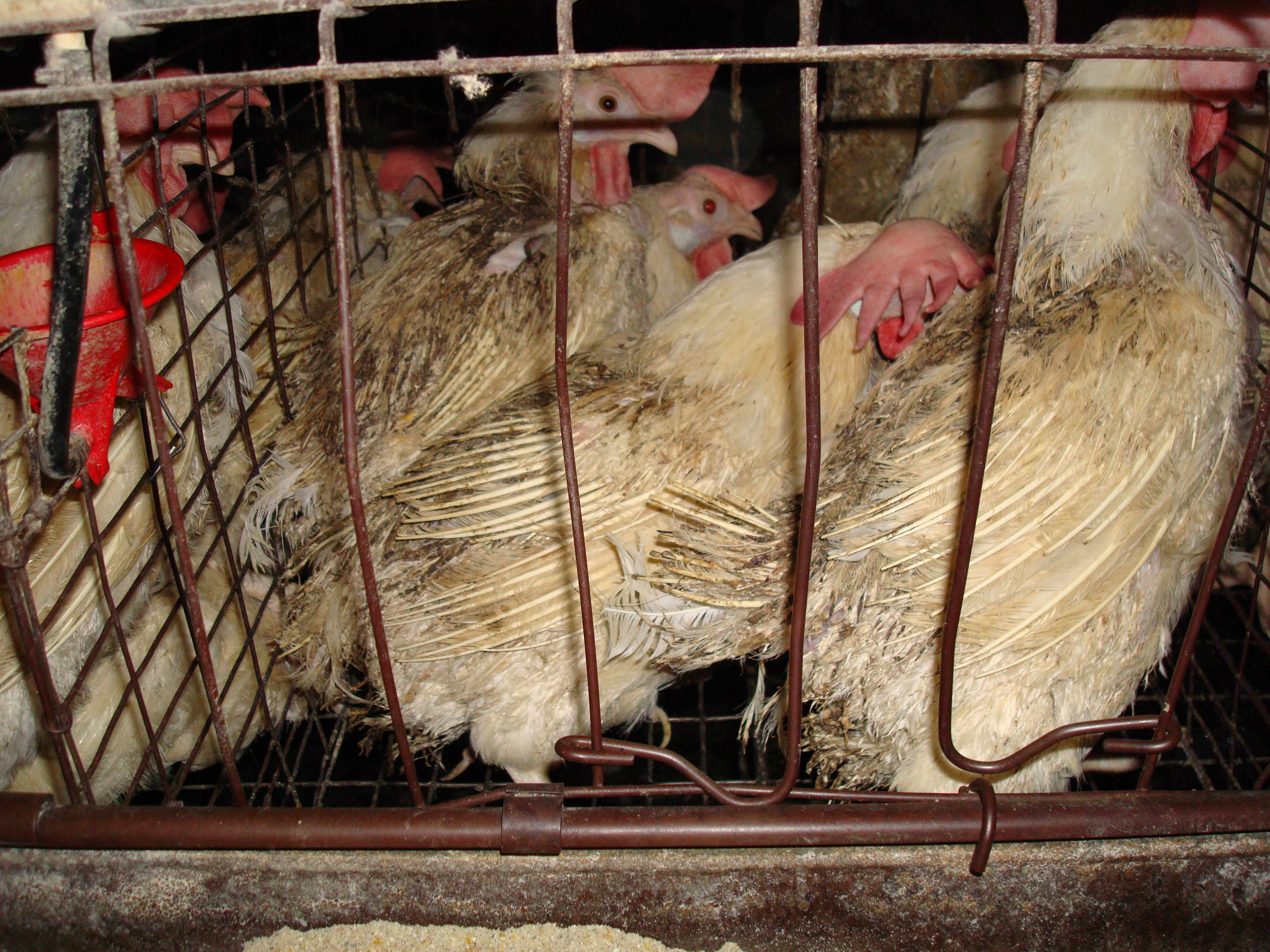
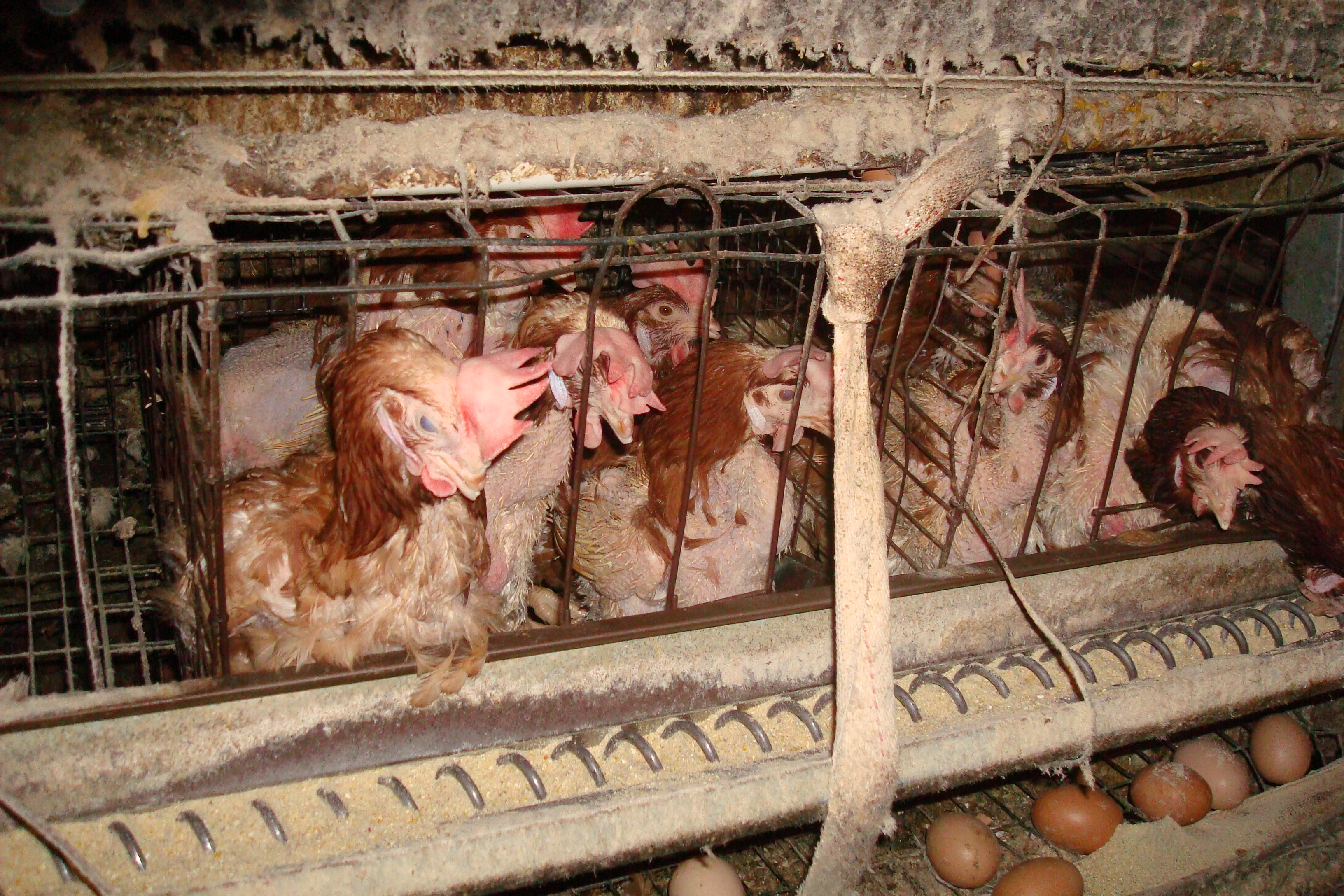
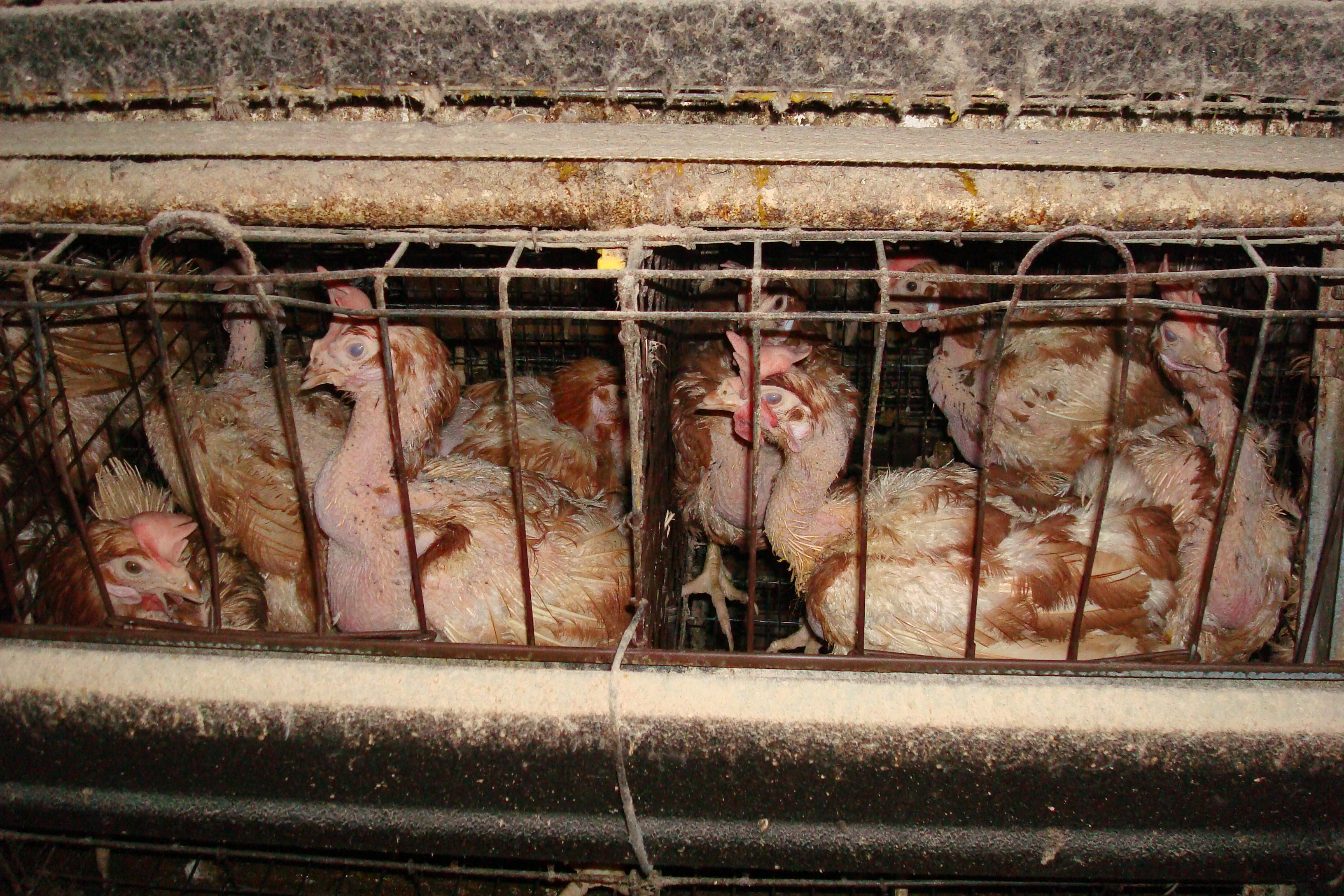
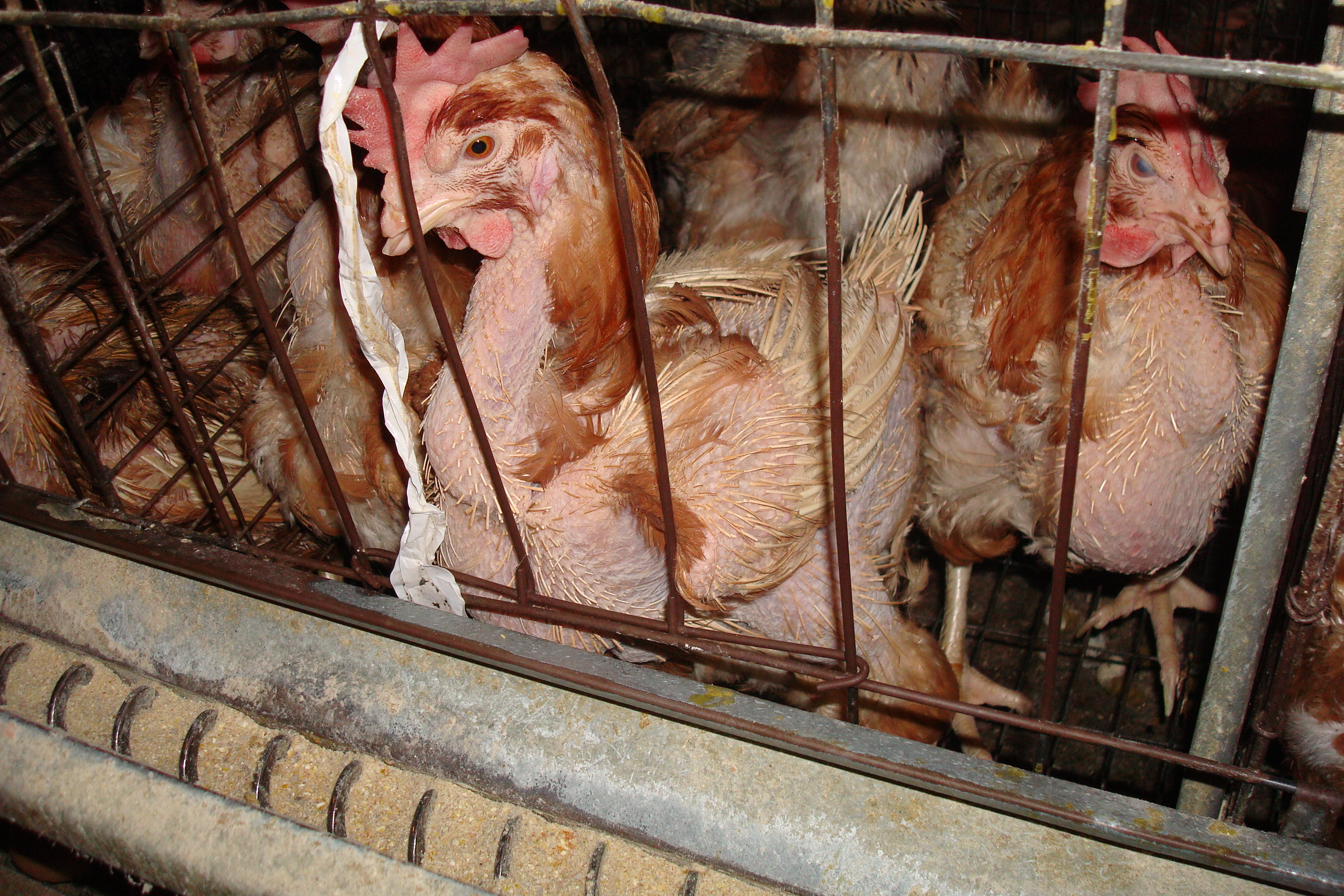
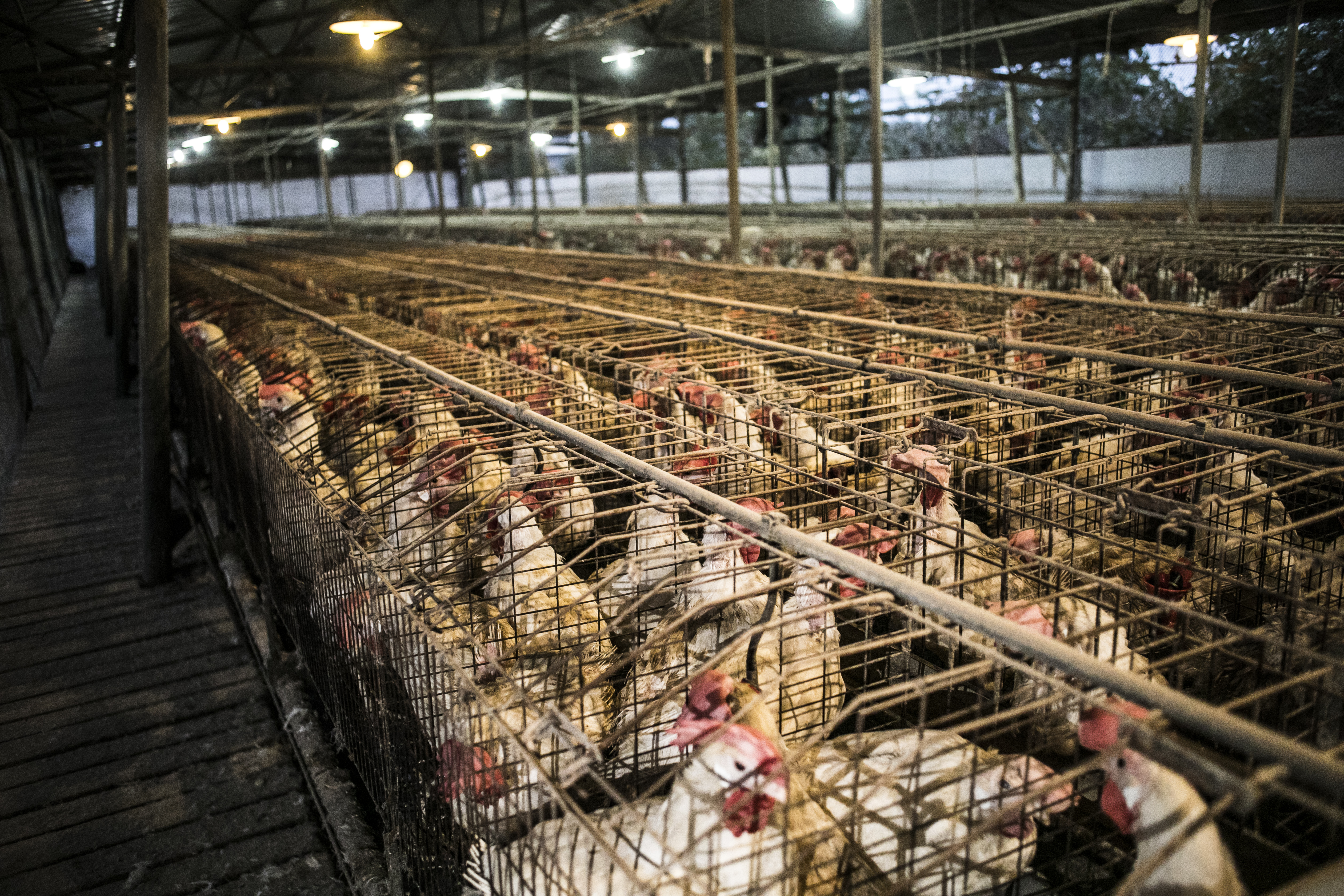
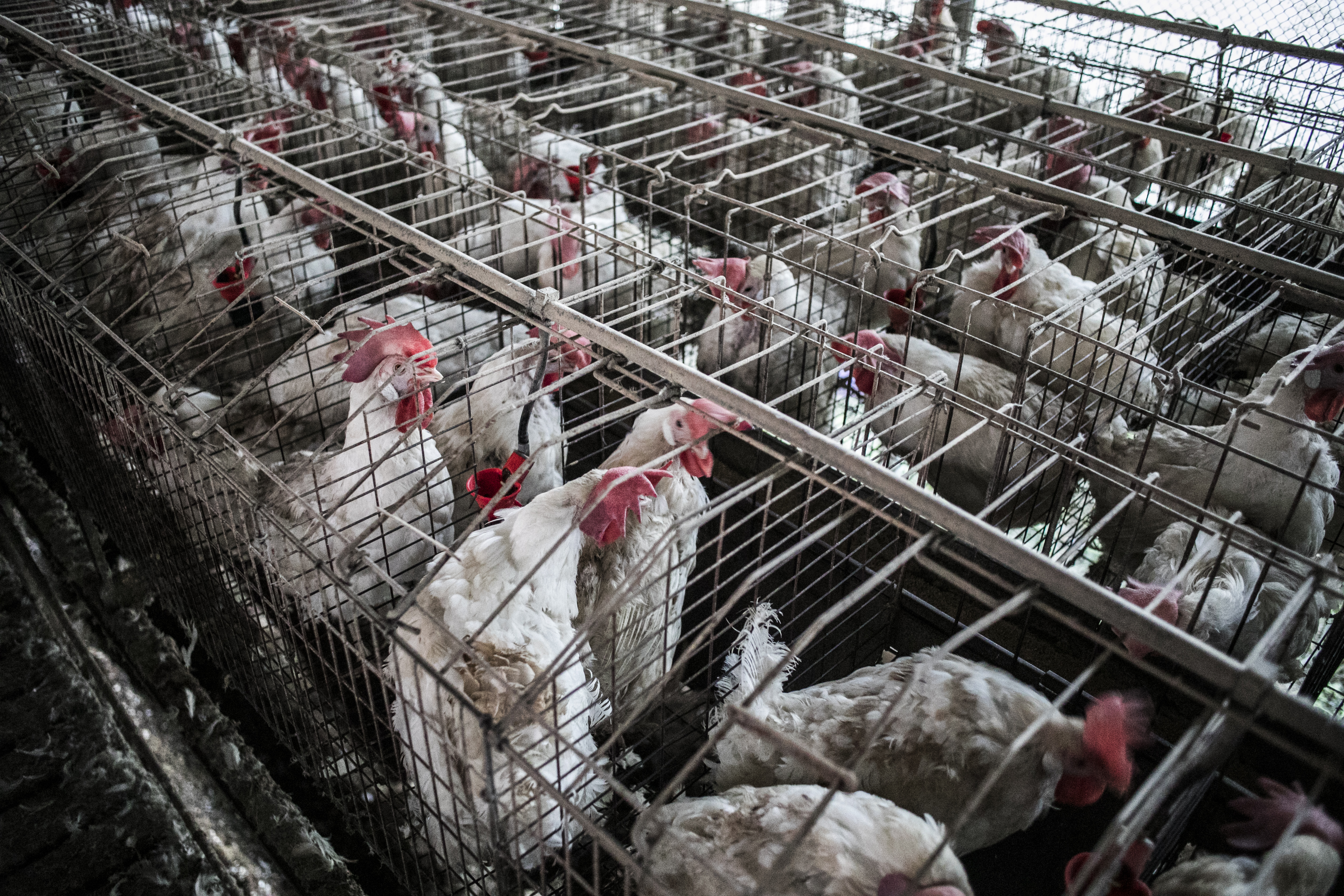
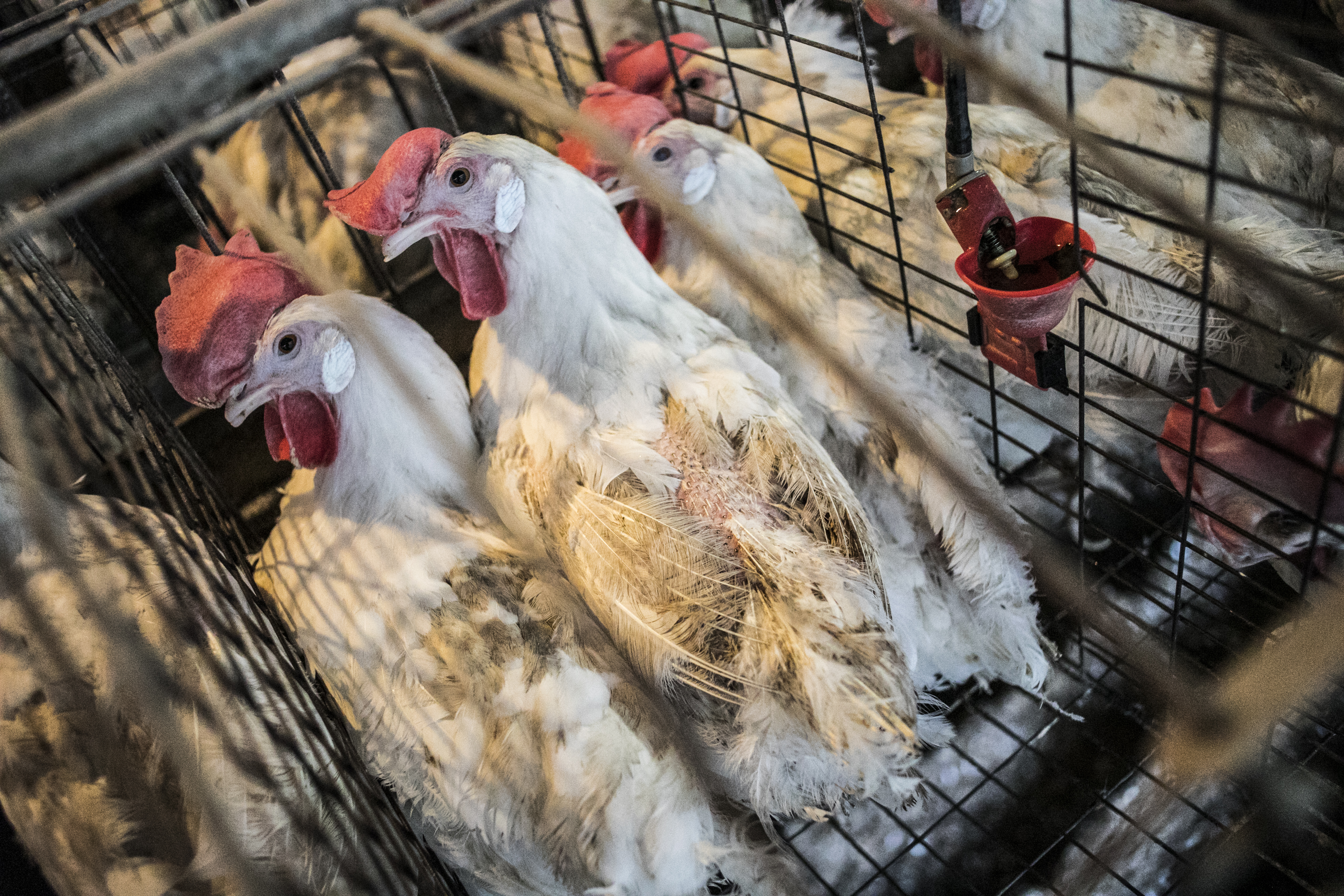
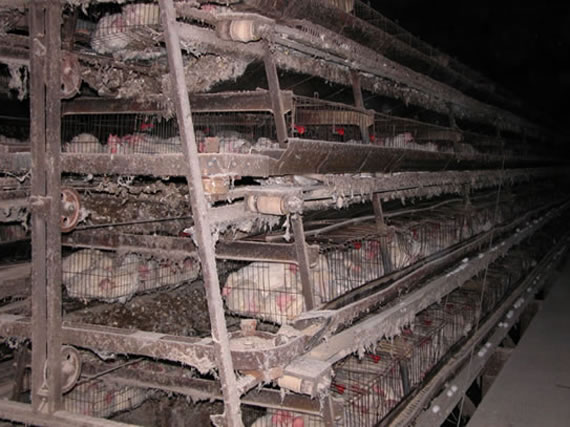
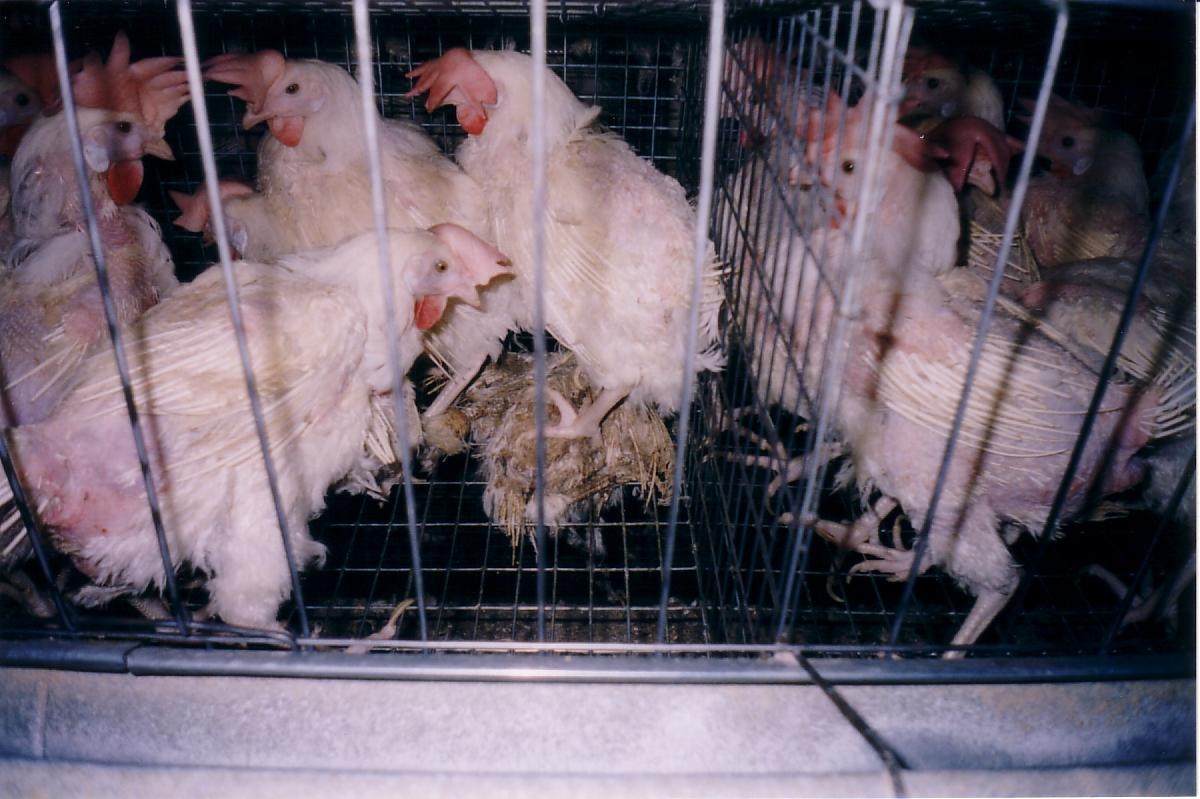
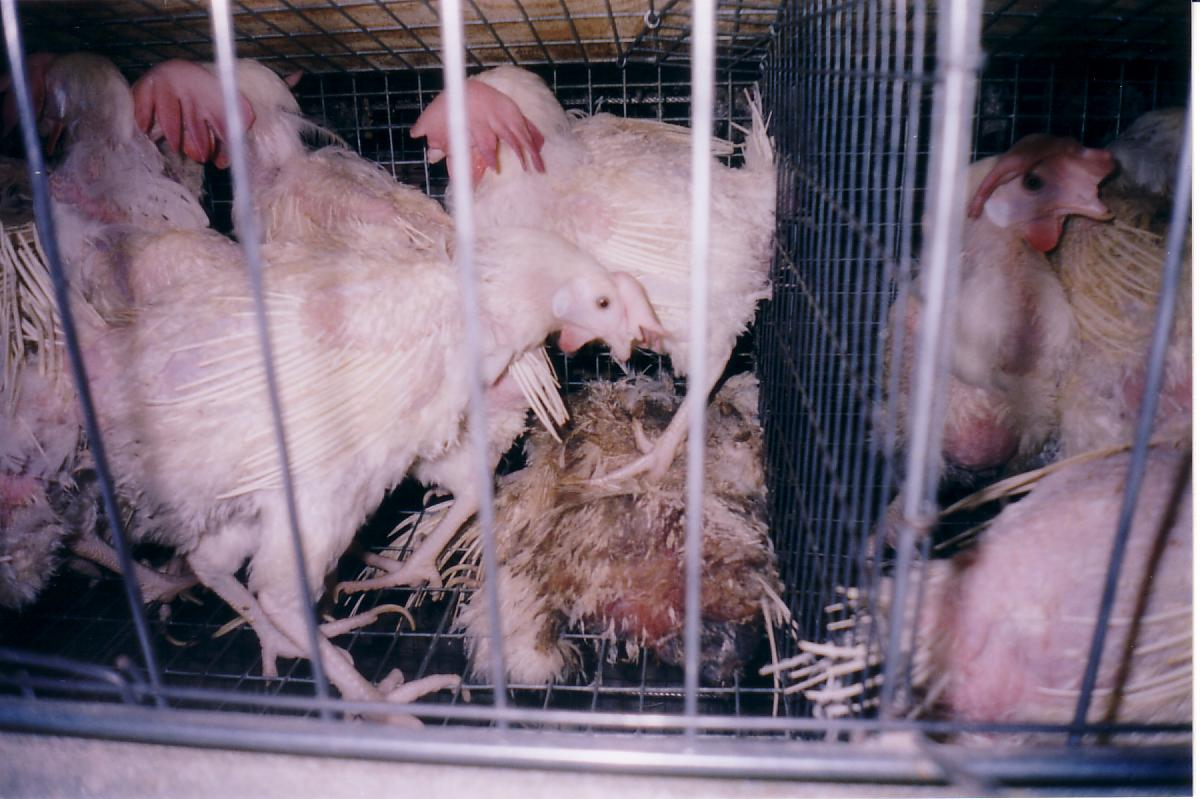
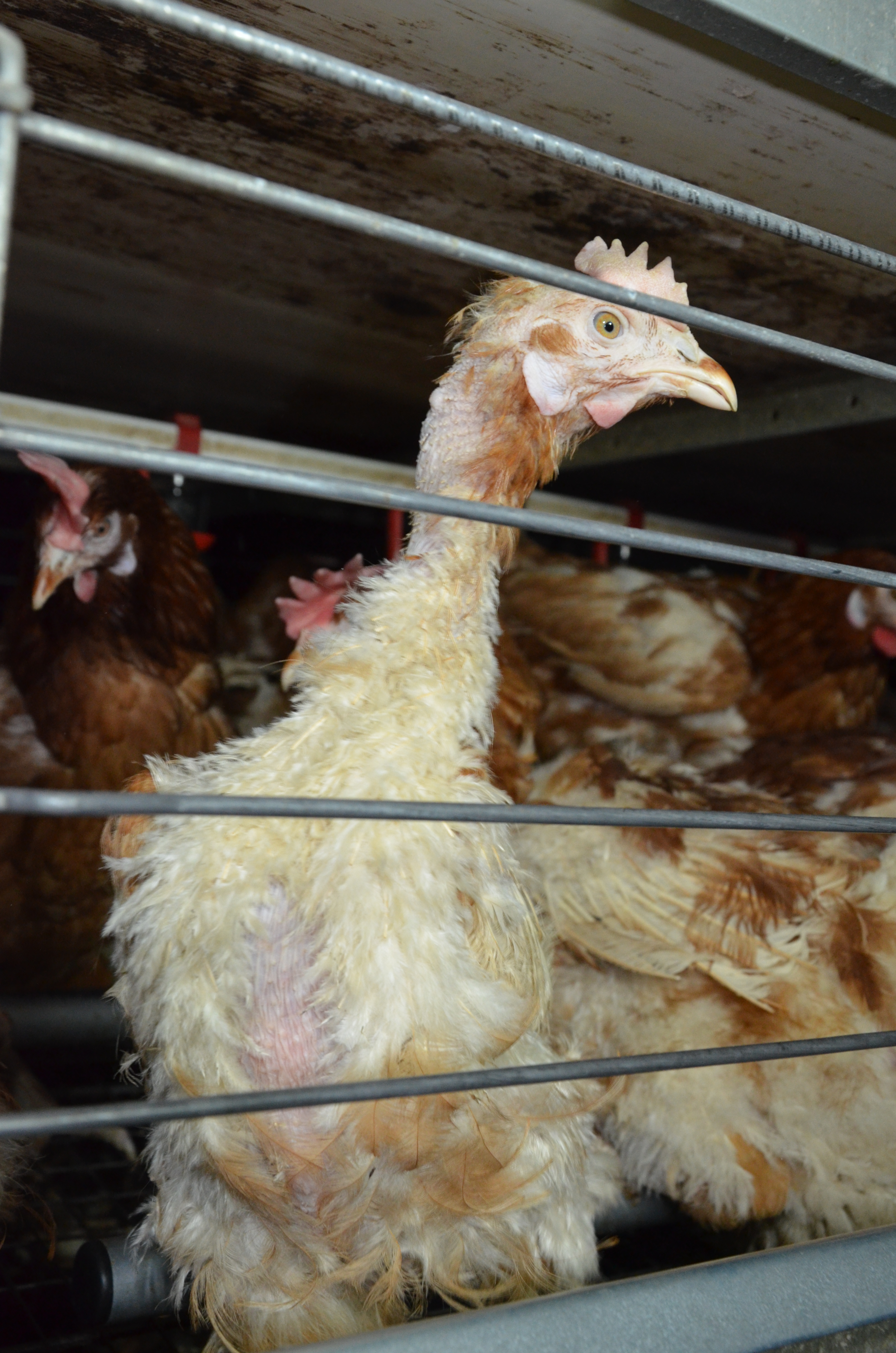

## Nâng cao phúc lợi cho gà đẻ trứng
Ủy ban Thú y Khoa học của Ủy ban Châu Âu đã tuyên bố rằng "lồng giàu dinh dưỡng và hệ thống không có lồng được thiết kế tốt đã được chứng minh là có một số lợi thế về phúc lợi so với hệ thống pin ở dạng hiện tại". Những người ủng hộ nuôi chuồng lồng cho rằng các hệ thống thay thế như thả rông cũng có vấn đề về phúc lợi, chẳng hạn như gia tăng cắn mổ, mổ lông và mổ hậu môn. Một đánh giá gần đây về phúc lợi chuồng lồng đã chỉ ra rằng các vấn đề phúc lợi như vậy là vấn đề của quản lý, không giống như vấn đề tước đoạt hành vi vốn có trong một hệ thống nuôi gà mái trong điều kiện chật chội và cằn cỗi như vậy. Người chăn nuôi trứng tự do có thể hạn chế hoặc loại bỏ hành vi mổ nhau có hại, đặc biệt là mổ lông, thông qua các chiến lược như làm giàu môi trường, cho ăn hỗn hợp nghiền thay vì thức ăn viên, nhốt gà trống ở chung với gà mái và sắp xếp ổ đẻ hộp để gà mái không tiếp xúc với lỗ thông hơi của nhau; các chiến lược tương tự bị hạn chế hơn hoặc không thể thực hiện được trong chuồng lồng.